# Pakito
Pakito (* 26. Januar 1981 in Bergerac, eigentlich Julien Ranouil) ist ein französischer DJ.

## Leben und Wirken
Bereits 2001 produzierte Pakito verschiedene Titel für Technocompilations, die Songs „Can You Feel It“ und „Touch Your Love“ wurden unter dem Künstlernamen Julien R von einem kleinen Plattenlabel auf Vinyl vertrieben.
Im Jahr 2006 veröffentlichte er seine erste kommerzielle CD mit dem Titel „Living On Video“, einer Coverversion des bekannten Liedes der Band Trans-X. Die Single erreichte Platz 1 der französischen Single- und Dance-Charts. Es folgten das Album „Video“ und weitere Singleauskopplungen, welche ebenfalls in den Top-20-Charts verschiedener Länder landeten.